# Leonardo Nazareno
Leonardo Gabriel Nazareno Benavides (Manta, Manabí, Ecuador; 30 de octubre de 1995) es un futbolista ecuatoriano que juega como volante en el Deportivo Quevedo de la Segunda Categoría de Ecuador.

## Trayectoria
Realizó las categorías formativas en el Manta FC en los años 2012 y 2013 jugando en la categoría sub-18. 
En el 2014 ficha por Liga de Portoviejo dónde llegó a debutar pero solo jugó tres partidos sin llegar a marcar goles, razón por la que tuvo que volver nuevamente a las reservas del Manta FC aunque nuevamente regresa a Liga de Portoviejo para jugar en la categoría sub-18 donde jugó 11 partidos y marcó 4 goles; en el 2015 es ascendido al primer plantel de la capira que jugaba en la Serie B llegando a jugar cuatro partidos pero sin poder marcar en primera B.
En el 2016 pasa al Galácticos FC, equipo del ascenso ecuatoriano dónde solamente tuvo la oportunidad de jugar un partido.
En el 2017 juega por los clubes Cristo Rey y Atlético Portoviejo; posteriormente en el 2018 es fichado por el Ágilas de Santo Domingo llegando a jugar 20 partidos y marcando 10 goles. 
En el 2019 pasa a jugar al Deportivo Quevedo dónde tuvo su mejor temporada como futbolista llegando a marcar 29 goles en 23 partidos jugados.

## Clubes
| Club                | País    | Año               |
| ------------------- | ------- | ----------------- |
| Manta FC            | Ecuador | 2008 - 2014       |
| Liga de Portoviejo  | Ecuador | 2014 - 2016       |
| Galácticos FC       | Ecuador | 2016              |
| Cristo Rey          | Ecuador | 2017              |
| Atlético Portoviejo | Ecuador | 2017              |
| Águilas             | Ecuador | 2018              |
| Deportivo Quevedo   | Ecuador | 2019 - Actualidad |